# ロッカスピナルヴェーティ
ロッカスピナルヴェーティ（イタリア語: Roccaspinalveti）は、イタリア共和国アブルッツォ州キエーティ県にある、人口約1,300人の基礎自治体（コムーネ）。

## 地理

### 位置・広がり

#### 隣接コムーネ
隣接するコムーネは以下の通り。
- カルピネート・シネッロ
- カルンキオ
- カスティリオーネ・メッセール・マリーノ
- フライーネ
- グイルミ
- モンタッツォリ

## 行政

### 分離集落
ロッカスピナルヴェーティには、以下の分離集落（フラツィオーネ）がある。
- Acquaviva, Bisceglie, Chiuse, Fatticce, Fonte Santa Maria, Olmi, Pontone, Quercialtieri, Salconeto, San Cristoforo, Santa Giusta, Serre, Tesoro, Vallocchie, Vigna Monaci